# Камберлендская армия
Камберлендская армия (англ. The Army of the Cumberland) — одна из полевых армий Союза на Западном Театре гражданской войны в США. Появилась в результате переименования первой Огайской армии. Получила своё название от реки Камберленд.

## История

### Формирование
Армия появилась в ноябре 1861, первоначально под именем Огайской армии. В то время ею командовал бригадный генерал Роберт Андерсон, позже — Дон Карлос Бьюэлл. 24 октября 1862 года Бьюэлл был отстранен за неудачи при Перревилле и на его место был назначен Уильям Роузкранс. Именно он переименовал Огайскую армию в Камберлендскую. На тот момент армия состояла из одного XIV федерального корпуса. Роузкранс разделил армию на три крыла, поручив правое Александру Маккуку, центральное — Джорджу Томасу, а левое — Томасу Криттендену. В тот же день приказом номер 168 было объявлено о формировании XIII корпуса, который был поручен Улиссу Гранту.

### Стоунривер и Туллахома
Первым сражением армии стало сражение при Стоун-Ривер. Перед сражением армия имела 43 500 человек, не считая кавалерии, и состав её был следующим:
Правое крыло Александра Маккука, 16 000 человек:
- Дивизия Джефферсона Дэвиса: бригады Сидни Поста, Уильяма Карлина и Уильяма Вудраффа.
- Дивизия Ричарда Джонсона: бригады Августа Вилиха, Эдварда Кирка и Филимона Болдуина.
- Дивизия Филипа Шеридана: бригады Джошуа Силла, Фредерика Шефера и Джорджа Робертса

Центральное крыло Джорджа Томаса, 13 500 человек:
- Дивизия Ловела Руссо: бригады Бенжамена Скрибнера, Джона Битти, Джона Старкуитера и Оливера Шеферда.
- Дивизия Джеймса Негли: бригады Джеймса Спирса, Тимоти Стенли и Джона Миллера

Левое крыло Томаса Криттендена, 14 500 человек:
- Дивизия Томаса Вуда
- Дивизия Джона Палмера
- Дивизия Горацио Фон Клеве

Кавалерийская дивизия Дэвида Стенли.
При Стоун-Ривер армия потеряла 12 906 человек, в том числе начальника штаба Джулиуса Гареше, который был убит попаданием ядра. После сражения «крылья» были переименованы в корпуса при тех же командирах: центральное крыло стало XIV корпусом, правое крыло превратилось в XX корпус, а левое — в XXI корпус. В июне-июле 1863 года армия участвовала в Туллахомской кампании. Не ввязываясь в серьезные сражения, Роузкранс заставил Брэкстона Брэгга отступить к Чаттануге, а затем и оставить Чаттанугу.

### Чикамога и Чаттануга
Весной 1863 года корпуса и дивизии федеральной армии получили знаки различия, и символика XIV корпуса был разработан на основе желудя. XIII корпус знаков различия не получил.
| Дивизионные знаки различия XIV-го корпуса |
| ----------------------------------------- |
| - 1-я дивизия - 2-я дивизия - 3-я дивизия |

Той же весной начальником штаба армии стал Джеймс Гарланд. После отступления южан из Чаттануги Роузкранс предпринял неосторожную попытку наступления тремя корпусами по трем разным направлениям, что в итоге привело к сражению при Чикамоге. В этом сражении Камберлендская армия насчитывала 57 000 человек в трех корпусах. 19 — 20 сентября 1863 года в сражении у реки Чикамога армия понесла тяжелое поражение, потеряв 16 170 человек убитыми и ранеными. Корпус Томаса сумел удержать позиции, но правое крыло армии — корпуса Криттендена и Маккука оказались разбиты. Положение отчасти спасло прибытие резервного корпуса генерала Грейнджера.
После сражения Роузкранс обвинил во всем генералов Криттендена и Маккука и отстранил их от командования. 10 октября 1863 года остатки XX и XXI корпусов были сведены в один IV корпус Камберлендской армии, командиром которого стал Гренджер. Вскоре самого Роузкранса отстранили от командования Камберлендской армией и 19 октября 1863 года генерал Грант назначил на это место Джорджа Томаса. XIV корпус Томаса был передан генералу Джону Палмеру. В итоге перед сражением при Чаттануге Камберлендская армия состояла из двух корпусов:
- IV корпус Гордона Грейнджера: дивизии Чарльза Крафта, Филипа Шеридана и Томаса Вуда
- XIV корпус Джона Палмер: дивизии Ричарда Джонсона, Джефферсона Дэвиса и Эбсалома Бэрда.

Под Чаттанугой Камберлендская армия действовала совместно с Теннессийской армией и группировкой Хукера. Грант опасался поручать армии ответственные задания, поэтому при штурме Мессионерского хребта на главном направлении были поставлены ветераны Геттисберга под командованием Хукера, а армии Томаса поручили демонстрацию перед фронтом противника. Однако, захватив согласно приказу, несколько стрелковых точек противника, дивизии Томаса не остановились, а бросились дальше вверх по склону, что в итоге и привело к разгрому армии Брэгга.

### Атланта и Нэшвилл
Перед началом Атлантской кампании армия состояла из трех корпусов. 10 апреля 1864 года Оливер Ховард сменил Грейнджера в должности командира IV корпуса, а группировка Хукера была превращена в XX корпус Камберлендской армии. В итоге армия приняла следующий вид:
- IV корпус Оливера Ховарда (с 27 июля — Дэвид Стэнли): дивизии Дэвида Стэнли, Джона Ньютона и Томаса Вуда.
- XIV корпус г-м Джона Пальмера: дивизии Ричарда Джонсона и Джефферсона Дэвиса.
- ХХ корпус г-м Джозефа Хукера: дивизии Альфеуса Уильямса, Джона Гири и Дэниеля Баттерфилда.
- кавалерийский корпус Вашингтона Эллиота

14 мая корпуса Ховарда и Хукера приняли участие в сражении при Ресаке. 22 июня корпус Хукера в одиночку отбивал атаки противника в сражении при Колбс-Фарм. 27 июня в сражении у горы Кеннесо армия атаковала центр позиций противника — корпус генерала Харди. В бой были брошены дивизии Ньютона, Дэвиса и Гейри, но их атака не удалась. 22 июля в сражении при Атланте погиб Джеймс Макферсон, командир Теннессийской армии, и его место 27-го июля занял Ховард. Дивизию Ховарда передали генералу Дэвиду Стэнли. В августе 1864 года подал в отставку Джон Пальмер, и командиром XIV корпуса стал Джефферсон Дэвис. 1 сентября этот корпус принял участие в сражении при Джонсборо, которое привело к падению Атланты.